# Гречило, Андрей Богданович
Андрей Богданович Гречило (укр. Андрій Богданович Гречило; род. 19 ноября 1963, Львов) — украинский историк, геральдист; доктор исторических наук, ведущий научный сотрудник Львовского отделения Института украинской археографии и источниковедения имени М. С. Грушевского НАН Украины.

## Биография
Окончил Архитектурный факультет Львовского политехнического института с отличием (1985). В 1985—1990 годах работал архитектором во Львовском отделении проектного института Гипроград.
С 1993 года — научный сотрудник научный сотрудник Львовского отделения Института украинской археографии и источниковедения НАН Украины.
1996, 26 сентября — защитил кандидатскую диссертацию на тему «Украинская городская геральдика: тенденции развития» (руководитель — проф. Я. Р. Дашкевич).
В 1999—2010 годах — преподавал вспомогательные исторические дисциплины во Львовском национальном университете имени Ивана Франко, в 2010—2012 годах — в Украинском католическом университете во Львове.
2012, 26 января — защитил докторскую диссертацию на тему «Украинская территориальная геральдика».
Член экспертной комиссии Украинского института национальной памяти по определению принадлежности объектов к символике российской имперской политики.
Председатель и один из основателей Украинского геральдического общества.
Член комиссии государственных наград и геральдики при Президенте Украины.
Действительный член Научного общества имени Шевченко; председатель Комиссии вспомогательных исторических дисциплин НТШ.

## Работы
- «Украинская городская геральдика» (Киев, Львов, 1998),
- «Гербы городов Украины XIV — первой пол. XX века», соавторы И. Сварнык и Ю. Савчук (Киев, 2001),
- «Гербы и флаги городов и сёл Украины», ч. 1 (Львов, 2004),
- «Современные символы областей Украины», (Киев, Львов, 2008),
- «Печати города Львова XIV—XVIII веков», (Львов, 2010),
- «Украинская территориальная геральдика», (Львов, 2010),
- «Наш герб», (Киев, 2018),
- «Гербы и флаги городов и сёл Украины», ч. 2 (Львов, 2020).

Соавтор малого государственного герба Украины, автор гербов и флагов более 1000 городов и сёл, проектов церковных, университетских и организационных символов.